# Le Bateau-lavoir du pont de Charenton
Le Bateau-lavoir du pont de Charenton est un tableau réalisé par le peintre français Henri Rousseau vers 1895. Cette huile sur toile est un paysage urbain qui représente - avec le style naïf caractéristique de l'artiste - un bateau-lavoir devant un moulin à eau, dans ce qui est devenu le Val-de-Marne. 
L'œuvre est conservée à la fondation Barnes, à Philadelphie, aux États-Unis.

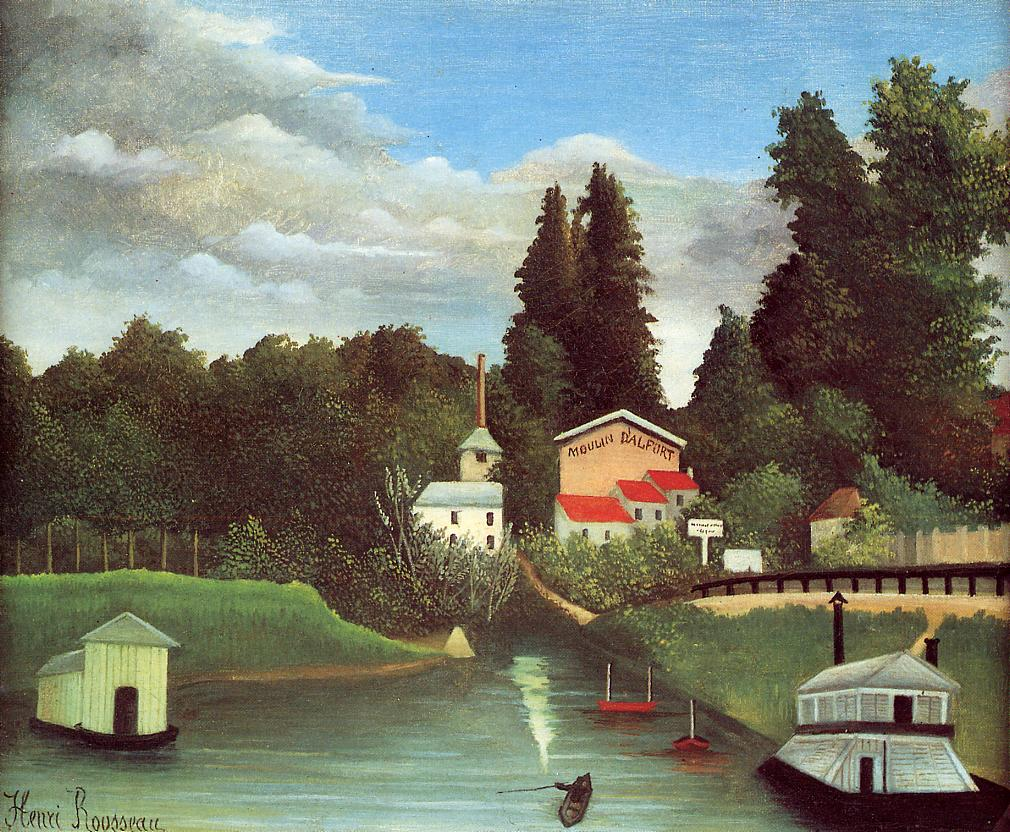
Le Moulin d'Alfort, vers 1895 – Musée Pola, Hakone.
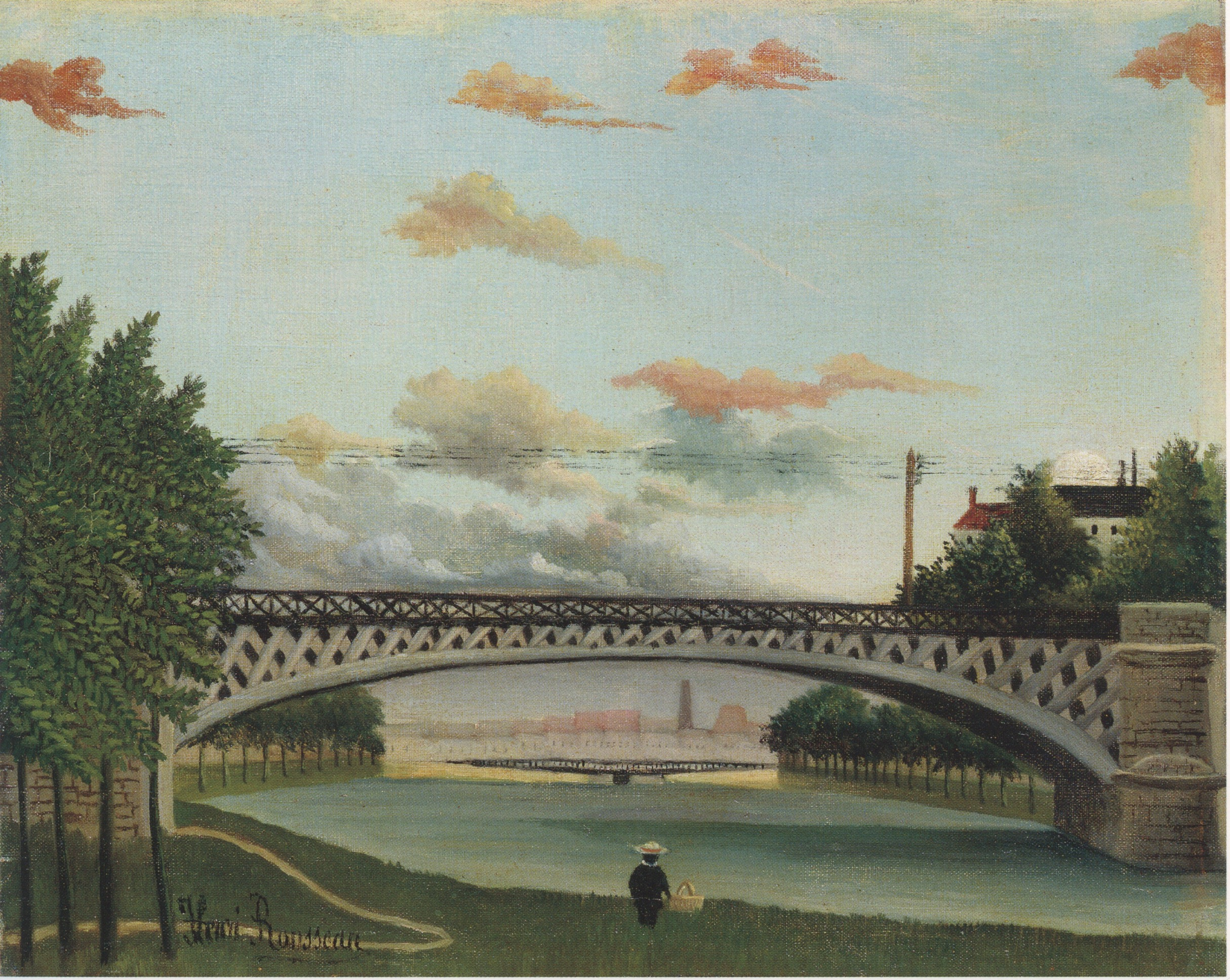
Charenton-le-Pont, vers 1905-1910 – Musée Pola, Hakone.